# 卡普阿城堡

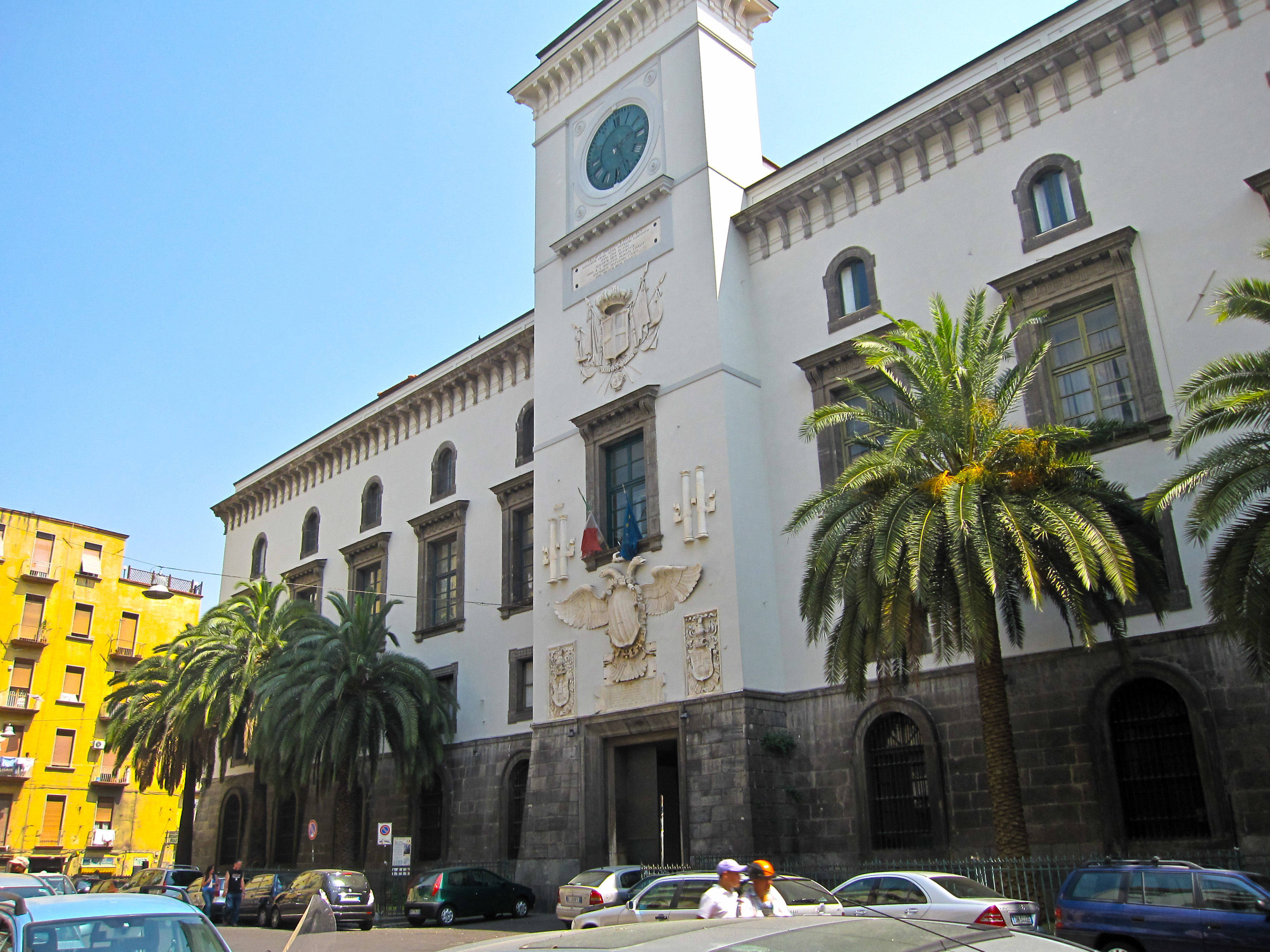
立面

卡普阿城堡（Castel Capuano）是意大利南部城市那不勒斯的一个城堡，位于法庭街的西南端，其所处的位置曾是城墙，有道路通往卡普阿。直到最近，那不勒斯审判厅才从这里迁往新的市民中心“Centro Direzionale”。 
该建筑由西西里第二任国王古列尔莫一世建于12世纪，13世纪神圣罗马帝国皇帝腓特烈二世扩建为皇宫。在16世纪，西班牙总督维拉弗兰卡侯爵佩德罗·阿尔瓦雷斯·托莱多统治时期，全市各个法律部门都集中于此，称为“Vicaria”，其中地下室用作监狱。在城堡入口处可见到查理五世的纹章，他曾在1535年访问那不勒斯。
该建筑物的后面面对恩里科·尼古拉广场（Piazza Enrico de Nicola），广场上有福米耶洛喷泉（Fontana del Formiello）。
40°51′11.77″N 14°15′50.97″E / 40.8532694°N 14.2641583°E
Template:那不勒斯地标